# Norddeutsche Oelleitung

Jade-Wesermündung mit Pipelines

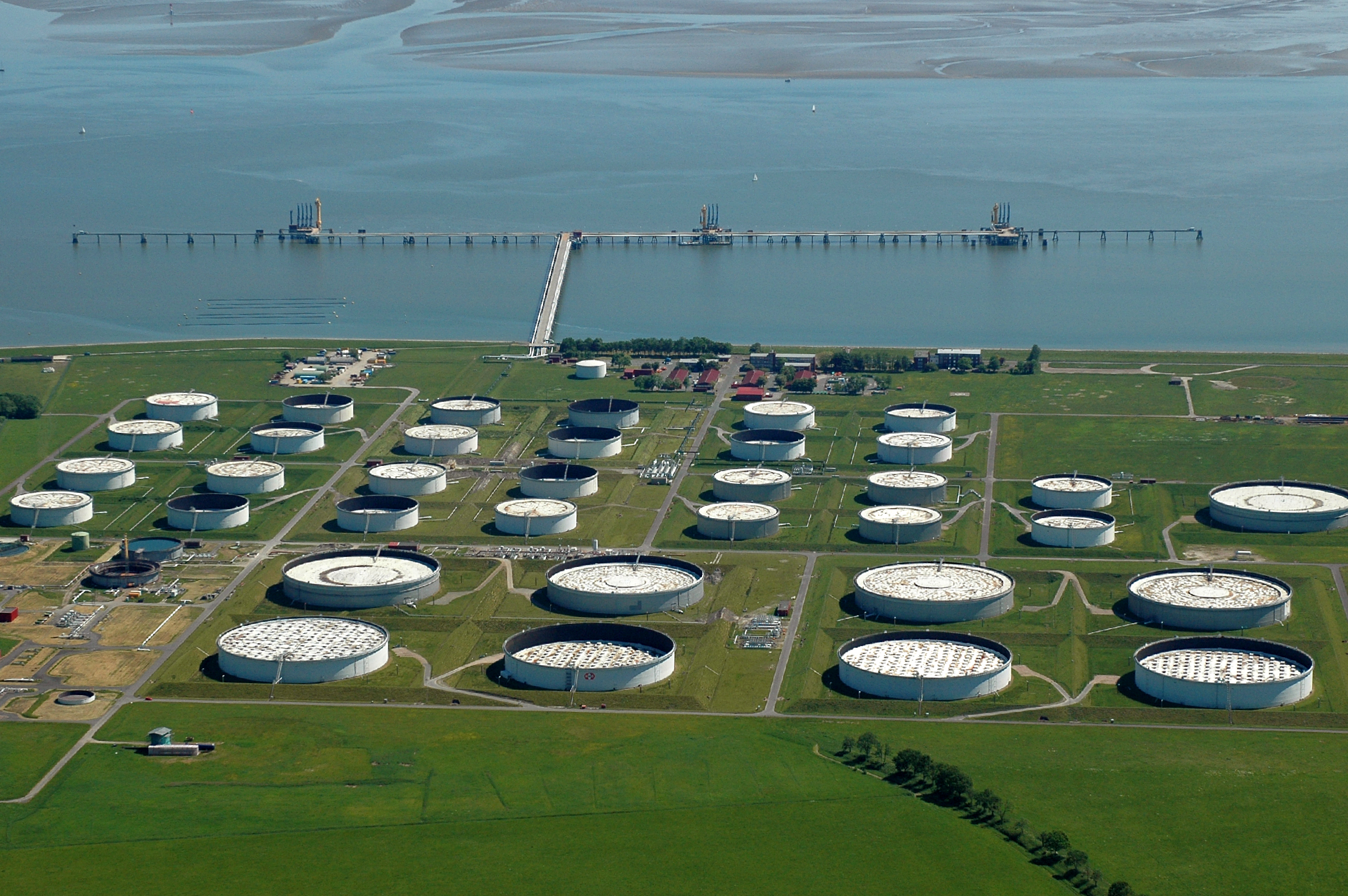
Das Mineralöltanklager aus der Vogelperspektive (Mai 2012)

Die Norddeutsche Oelleitung ist der Name einer Mineralölfernleitung, in der Mineralöl von Wilhelmshaven nach Hamburg transportiert wird. Die Pipeline gehört der Norddeutschen Oelleitungsgesellschaft m. b. H. (NDO) in Hamburg. Sie wird von der Nord-West-Oelleitung GmbH (NWO) in Wilhelmshaven betrieben.
Beim Bau der Leitung musste die besondere Anforderung der Unterdükerung des Jadefahrwassers bewältigt werden.

## Aufgabe
Die Pipeline versorgt die Raffinerie der Holborn Europa Raffinerie GmbH (HER) in Hamburg, die eine Rohöldestillationskapazität von durchschnittlich 4,8 Millionen Tonnen aufweist. Ausgangspunkt der Pipeline ist der Ölhafen in Wilhelmshaven, einem Tiefwasserhafen, den auch die größten Tanker beladen anlaufen können. Die Nord-West Oelleitung GmbH ist die Betriebsführungsgesellschaft für diese Leitung.

## Technische Daten
Die Hauptleitung hat eine Kapazität von 11,5 Mio. Tonnen Rohöl pro Jahr, einen Durchmesser von 22" (55 Zentimeter) und eine Länge von 147 Kilometer.

## Gesellschafter
Die Raffinerie und die Rohölfernleitung der NDO sind 100%ige Tochtergesellschaften der Holborn Investment Company Ltd., welche seit 1991 teilweise und seit 2002 vollständig der Oilinvest (Netherlands) B.V. gehört, die unter dem Markennamen Tamoil in Europa und Afrika operiert. Das Unternehmen verarbeitet hauptsächlich libysches Rohöl.